# Jaú do Tocantins
Jaú do Tocantins är en kommun i Brasilien.   Den ligger i delstaten Tocantins, i den centrala delen av landet, 300 km norr om huvudstaden Brasília. Antalet invånare är 3 507.
Omgivningarna runt Jaú do Tocantins är huvudsakligen savann. Trakten runt Jaú do Tocantins är nära nog obefolkad, med mindre än två invånare per kvadratkilometer.